# 22G busz (Miskolc)
A miskolci 22G-s jelzésű autóbusz az Egyetemváros és a Szondi György utca kapcsolatát látta el szorgalmi időszakban, csak munkanapokon. A viszonylatot a Miskolc Városi Közlekedési Zrt. üzemeltette.

## Története
2021. szeptember 6-án indította el az MVK Zrt. a 22-es busz garázsmeneteként. Útvonala az Egyetemvárostól a Petőfi térig megegyezik a 22-es buszéval, onnan viszont garázsba megy a Szeles utca, Búza tér/Zsolcai kapu, Bajcsy-Zsilinszky út, Selyemrét, Üteg utca és Szondi György utca megállóhelyek érintésével.
A járat 2023. október 13-án megszűnt.

## Megállóhelyei
|    | Megállóhely           |
| -- | --------------------- |
| 00 | Egyetemváros          |
| 01 | Olajkutató            |
| 02 | Egyetemi kollégiumok  |
| 04 | Csermőkei út          |
| 05 | Szentgyörgy út        |
| 07 | Vasúti felüjáró       |
| 09 | Tapolcai elágazás     |
| 10 | Petneházy-bérházak    |
| 12 | SZTK Rendelő          |
| 14 | Népkert               |
| 15 | Villanyrendőr         |
| 17 | Hősök tere            |
| 19 | Petőfi tér            |
| 20 | Szeles utca           |
| 22 | Búza tér/Zsolcai kapu |
| 23 | Bajcsy-Zsilinszky út  |
| 25 | Selyemrét             |
| 26 | Üteg utca             |
| 28 | Szondi György utca    |